# Odontomachus cornutus
Odontomachus cornutus är en myrart som beskrevs av Hermann Stitz 1933. Odontomachus cornutus ingår i släktet Odontomachus och familjen myror. Inga underarter finns listade i Catalogue of Life.